# Leucothyreus baeri
Leucothyreus baeri är en skalbaggsart som beskrevs av Ohaus 1917. Leucothyreus baeri ingår i släktet Leucothyreus och familjen Rutelidae. Inga underarter finns listade i Catalogue of Life.